# Skjåk
Skjåk es un municipio de Noruega, en el condado de Oppland. Forma parte del distrito tradicional de Gudbrandsdal. El centro administrativo del municipio es el pueblo de Bismo. El municipio de Skjåk fue creado cuando se separó de Lom para convertirse en un municipio propio en 1866. El periódico local se llama Fjuken.